# No hay película casera
No hay película casera (título internacional: No Home Movie) es una película documental franco-belga de 2015 dirigida por Chantal Akerman, que se centra en las conversaciones entre la cineasta y su madre solo unos meses antes de la muerte de su madre. La película se estrenó en el Festival de Cine de Locarno el 10 de agosto de 2015. Es la última película de Akerman.

## Sinopsis
El documental consta de conversaciones en persona y por Skype entre Akerman y su madre, Natalia, quien fue sobreviviente de Auschwitz. A la mitad de la película, Akerman pasa a una sucesión de tomas de viaje de un desierto, que "parten la película en dos".

## Producción
El rodaje duró varios meses. Su madre murió poco después de que terminara la filmación, a la edad de 86 años, en abril de 2014. Akerman redujo el metraje de unas cuarenta horas a 115 minutos; usó pequeñas cámaras de mano y su BlackBerry para filmar. "Creo que si hubiera sabido que iba a hacer esto, no me hubiera atrevido a hacerlo", dijo. Akerman murió el 5 de octubre de 2015 en París. Le Monde informó que se suicidó.